# Агреп
Агреп (погиб в 650) — епископ Веле. День памяти — 1 февраля.
Святой Агреп (Agrepe), или Агрев (Agreve), или Агриппа был родом из Испании. Епископ Веле, он был обезглавлен по дороге из Рима стараниями одной дамы из Шиньяка в Виваре.